# حسني شتا
{{صندوق معلومات شخص| تاريخ الولادة = قالب:تاريخ الميلاد 26 مارس 1989
حسني شتا (26 مارس 1989 -)، ممثل مصري.

## حياته
درس علم الاجتماع والمسرح في كلية الآداب بجامعة الإسكندرية، ثم إتجه إلى التمثيل. شارك في بطولة العديد من المسلسلات (مش فريندز، العيادة، ألف ليلة وليلة)، وفي أفلام (الحفلة، اشتباك).

## أعمال

### أفلام
- 2023: هارلي.
- 2018: الحوت الأزرق.
- 2018: طلق صناعي.
- 2016: اشتباك.
- 2015: البارون.
- 2013: الحفلة
- 2010: ابن القنصل.
- 2009: بدل فاقد.
- 2009: بالألوان الطبيعية.
- 2007: يوم طويل خالص.

### مسلسلات
- 2023: الأجهر.
- 2023: جعفر العمدة.
- 2022: بابلو.
- 2022: الاختيار 3.
- 2020: خط ساخن.
- 2020: سكن البنات.
- 2019: قابيل.
- 2019: ابو جبل.
- 2019: طلقة حظ.
- 2018: أيوب.
- 2018: سك ع اخواتك.
- 2017: الأب الروحي.
- 2017: عشم إبليس.
- 2017: الجماعة 2.
- 2016: نوايا بريئة.
- 2015: ألف ليلة وليلة.
- 2014: الإكسلانس.
- 2014: فرق توقيت.
- 2013: آسيا.
- 2012: مع سبق الاصرار.
- 2012: خطوط حمراء.
- 2011: كلمات أواخر الشتا.
- 2010: مش فريندز.
- 2010: راجل وست ستات (ج6).
- 2009: نوسة وبسبوسة.
- 2009: فؤش الجيل.
- 2009: الأدهم.
- 2008: العيادة:(ج1).